# Patroklos (Gemälde)

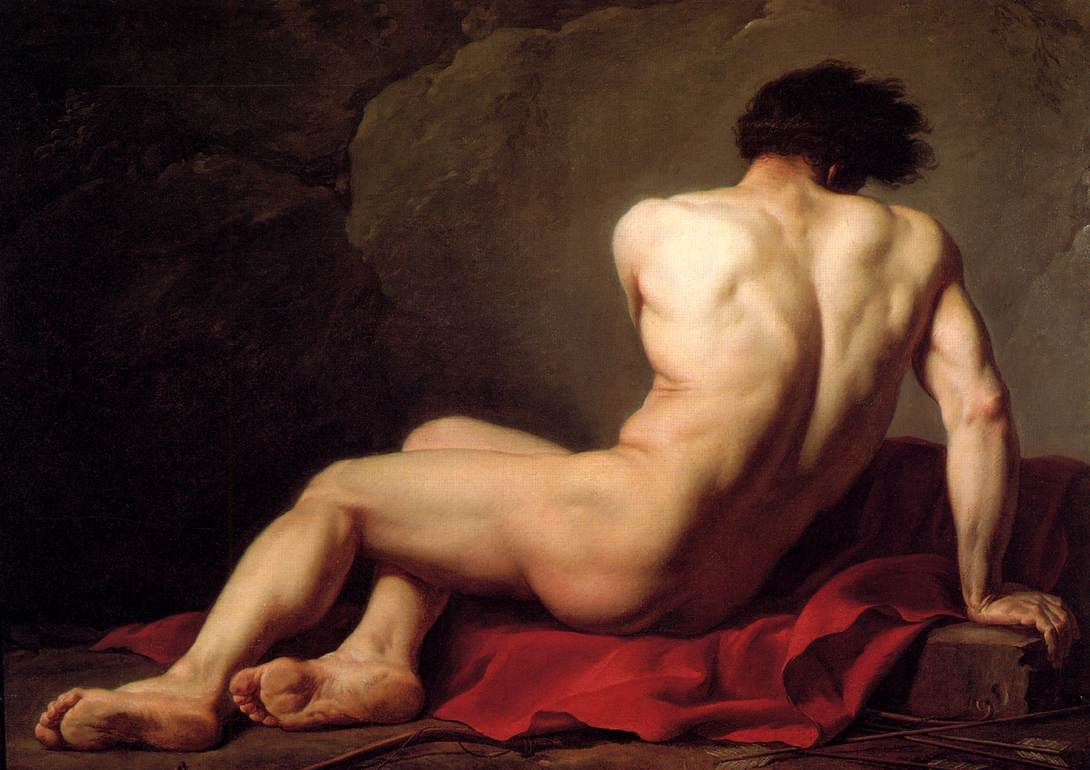
Patroklos (um 1780), Musée Thomas-Henry

Männlicher Akt, genannt Patroklos (französisch: Académie d’homme, dit Patrocle), ist ein Ölgemälde des französischen Malers Jacques-Louis David (1748–1825). Es entstand um 1780 in Rom und zeigt Patroklos, den Liebhaber des Achilleus.
Das Werk hängt in Cherbourg-Octeville.

## Bildbeschreibung
Es handelt sich um ein ungewöhnliches Bild, denn es zeigt kein Gesicht. Das Augenmerk des Künstlers ist einzig auf die Anatomie des Körpers gerichtet, auf die Muskulatur, die aufgrund der Stellung angespannt ist. Nicht die Darstellung der Person steht im Vordergrund, sondern die Meisterschaft des Malers.
Das Werk hat eine Größe von 121,5 × 170,5 cm und wurde in Öl auf Leinwand gemalt.

## Genese
1774 erhielt David für das Gemälde Der Arzt Erasistratos entdeckt die Ursache der Krankheit des Antiochus den ersten Preis des Prix de Rome, ein Stipendium für einen mehrjährigen Aufenthalt in Rom. Sein Lehrer Joseph-Marie Vien wurde zur selben Zeit zum Direktor der Académie de France à Rome bestellt. Gemeinsam reisten Lehrer und Schüler nach Rom. David widmete sich dort vor allem dem Studium der Antike und dem der italienischen Meister der Hochrenaissance. Er befasste sich unter anderem mit männlichen Akten, einem Hektor und dem gegenständlichen Patroklos.

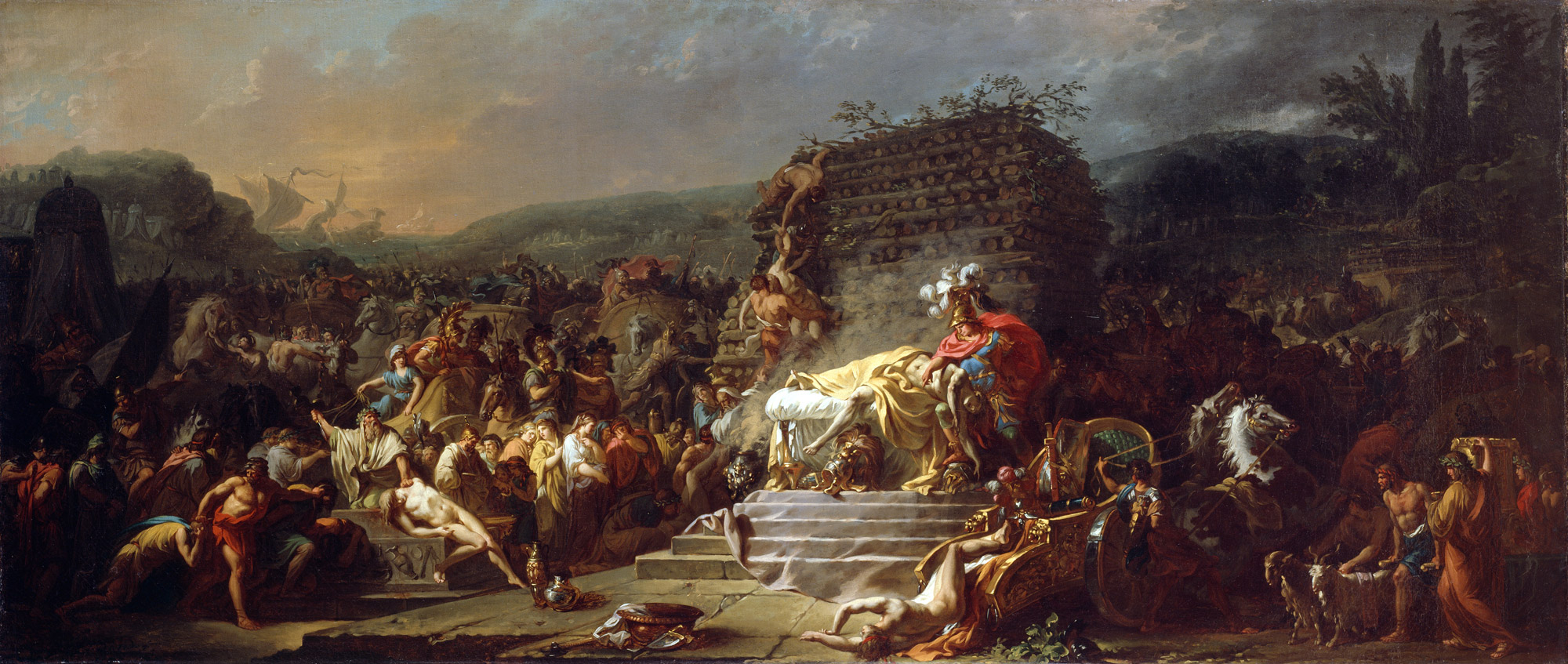
Begräbnis des Patroklos, 1778

Die Figur des Patroklos und dessen tragischer Tod scheint den Maler besonders inspiriert zu haben, entstanden doch in Rom auch das Ölgemälde Das Begräbnis des Patroklos und der oben erwähnte Hektor. Dieser hatte Patroklos getötet und war im Gegenzug von Achilleus getötet worden.

## Standort, Ausstellungen
Erstmals gezeigt wurde der Akt beim Salon de Paris des Jahres 1781. Das Gemälde ist Teil der Sammlung des Musée des beaux-arts Thomas Henry in Cherbourg, Inv. 835.102. Es wurde bei einer David-Retrospektive im Pariser Louvre und im Rahmen zahlreicher thematischen Ausstellungen im In- und Ausland gezeigt:
- 1955: Ingres et ses maîtres, von Roques bis David, Toulouse (Musée des Augustins) und Montauban (Musée Ingres)
- 1989–90: David, Paris (Musée du Louvre)
- 1990: Entre des dieux et des héros, Kopenhagen (Statens Museum for Kunst)
- 2002: Neoclassicismo in Italia, Mailand
- 2004: Il nudo tra ideale e realtà, Bologna (Galleria d’Arte Moderna)
- 2005–06: Au delà du maître, Girodet et l’atelier de David, Montargis (Musée Girodet)
- 2009: La peinture française au XXe siècle, Académisme et modernité, Shimane und Yokohama
- 2012: Artistes et amateurs français à Rome, Caen (Musée des Beaux-arts)
- 2013–14: Männlich/Männlich Nackte Männer von 1800 bis heute, Wien (Leopold Museum), Paris (Musée d’Orsay)[3]